# Stefanie Hubig
Stefanie Hubig (ur. 15 grudnia 1968 we Frankfurcie nad Menem) – niemiecka polityk i prawniczka, minister w rządzie Nadrenii-Palatynatu (2016–2025), od 2025 minister sprawiedliwości i ochrony konsumentów.

## Życiorys
W 1988 ukończyła szkołę średnią. W latach 1989–1993 studiowała prawo na Uniwersytecie w Ratyzbonie. W 1993 i 1995 zdała państwowe egzaminy prawnicze I i II stopnia. Między 1996 a 2000 pracowała jako sędzia i jako prokurator w mieście Ingolstadt. W 2000 została urzędniczką w Federalnym Ministerstwie Sprawiedliwości, pełniła funkcje zastępczyni szefa gabinetu minister Brigitte Zypries i kierowniczki wydziału. W 2008 przeszła do administracji rządowej Nadrenii-Palatynatu. Początkowo zatrudniona w kancelarii stanu, od 2009 do 2014 kierowała departamentem w ministerstwie sprawiedliwości tego kraju związkowego. W latach 2014–2016 pełniła funkcję sekretarza stanu w Federalnym Ministerstwie Sprawiedliwości i Ochrony Konsumentów.
Związana z Socjaldemokratyczną Partią Niemiec. Od 2016 do 2025 sprawowała urząd ministra ministra edukacji w rządach Nadrenii-Palatynatu, którymi kierowali Malu Dreyer i Alexander Schweitzer. Również w 2016 została zastępczynią członka Bundesratu.
W maju 2025 objęła stanowisko ministra sprawiedliwości i ochrony konsumentów w utworzonym wówczas gabinecie Friedricha Merza.